# Duits voetbalkampioenschap 1951/52
Het seizoen 1951/52 was het 43e seizoen om het Duitse voetbalkampioenschap ingericht door de DFB.
De acht deelnemende clubs die aan de eindronde deelnamen speelden in twee groepen van vier een volledige competitie en de beide groepwinnaars speelden de finale op 22 juni 1952 in Ludwigshafen.

## Eindronde

### Groep 1
| datum | thuisclub         | uitslag | uitclub           |
| ----- | ----------------- | ------- | ----------------- |
| 27-04 | 1. FC Saarbrücken | 4-1     | FC Schalke 04     |
| 27-04 | Hamburger SV      | 4-2     | 1. FC Nürnberg    |
| 11-05 | 1. FC Nürnberg    | 5-2     | 1. FC Saarbrücken |
| 11-05 | FC Schalke 04     | 3-0     | Hamburger SV      |
| 18-05 | 1. FC Saarbrücken | 3-0     | Hamburger SV      |
| 18-05 | FC Schalke 04     | 2-2     | 1. FC Nürnberg    |
| 25-05 | 1. FC Nürnberg    | 4-2     | FC Schalke 04     |
| 25-05 | Hamburger SV      | 4-1     | 1. FC Saarbrücken |
| 02-06 | 1. FC Nürnberg    | 4-0     | Hamburger SV      |
| 02-06 | FC Schalke 04     | 2-4     | 1. FC Saarbrücken |
| 08-06 | 1. FC Saarbrücken | 3-1     | 1. FC Nürnberg    |
| 08-06 | Hamburger SV      | 8-2     | FC Schalke 04     |

| Plaats | Club              | Wed. | W | G | V | Saldo | Ptn. |
| ------ | ----------------- | ---- | - | - | - | ----- | ---- |
| 1.     | 1. FC Saarbrücken | 6    | 4 | 0 | 2 | 17:13 | 8:4  |
| 2.     | 1. FC Nürnberg    | 6    | 3 | 1 | 2 | 18:13 | 7:5  |
| 3.     | Hamburger SV      | 6    | 3 | 0 | 3 | 16:15 | 6:6  |
| 4.     | FC Schalke 04     | 6    | 1 | 1 | 4 | 12:22 | 3:9  |

|  | Geplaatst voor finale |

### Groep 2
| datum | thuisclub              | uitslag | uitclub                |
| ----- | ---------------------- | ------- | ---------------------- |
| 27-04 | Rot-Weiss Essen        | 2-4     | Tennis Borussia Berlin |
| 27-04 | VfL Osnabrück          | 0-0     | VfB Stuttgart          |
| 11-05 | VfB Stuttgart          | 3-0     | Tennis Borussia Berlin |
| 11-05 | VfL Osnabrück          | 3-2     | Rot-Weiss Essen        |
| 18-05 | VfB Stuttgart          | 5-3     | Rot-Weiss Essen        |
| 18-05 | Tennis Borussia Berlin | 2-1     | VfL Osnabrück          |
| 25-05 | Rot-Weiss Essen        | 2-0     | VfL Osnabrück          |
| 25-05 | Tennis Borussia Berlin | 1-1     | VfB Stuttgart          |
| 02-06 | Rot-Weiss Essen        | 3-2     | VfB Stuttgart          |
| 02-06 | VfL Osnabrück          | 4-0     | Tennis Borussia Berlin |
| 08-06 | VfB Stuttgart          | 3-1     | VfL Osnabrück          |
| 08-06 | Tennis Borussia Berlin | 1-2     | Rot-Weiss Essen        |

| Plaats | Club                   | Wed. | W | G | V | Saldo | Ptn. |
| ------ | ---------------------- | ---- | - | - | - | ----- | ---- |
| 1.     | VfB Stuttgart          | 6    | 3 | 2 | 1 | 14:08 | 8:4  |
| 2.     | Rot-Weiss Essen        | 6    | 3 | 0 | 3 | 14:15 | 6:6  |
| 3.     | VfL Osnabrück          | 6    | 2 | 1 | 3 | 09:09 | 5:7  |
| 4.     | Tennis Borussia Berlin | 6    | 2 | 1 | 3 | 08:13 | 5:7  |

|}

### Finale
|              |                                             |       |                                        |                                                                                            |
| 22 juni 1952 | VfB Stuttgart                               | 3 – 2 | 1. FC Saarbrücken                      | Südweststadion, Ludwigshafen am Rhein Toeschouwers: 84.000 Scheidsrechter: Jupp Nettekoven |
| 22 juni 1952 | Robert Schlienz 18' Otto Baitinger 43', 73' |       | 15' Konrad Schreiner 54' Herbert Marin | Südweststadion, Ludwigshafen am Rhein Toeschouwers: 84.000 Scheidsrechter: Jupp Nettekoven |

VfB Stuttgart werd voor de tweede keer Duits landskampioen, in 1950 behaalde VfB Stuttgart zijn eerste titel.